# 김만수 (1930년)
김만수(金萬洙, 1930년 12월 8일 ~ 2023년 10월 3일)은 대한민국의 기업인이다.

## 학력
- 동아대학교 (건축토목과 / 학사)

## 생애
그는 경남 산청에서 1930년 태어나 부산으로 유학 온 학생이었으며 자취를 하면서 공부해 동아대 건축토목과를 1956년 졸업했다. 그리고 자신이 나온 동아대학교 이름을 따고 있었는데 1971년 자동차용 튜브·타이어를 생산하는 동아타이어공업㈜을 창립했다. 이후 1990년 청촌문화재단을 설립, 장학사업과 학술지원사업을통해 인재양성에 기여했다. 그리고 1996년에는 사재 10억원을 출연해 자신의 호를 딴 청촌장학재단을 설립해 장학사업에 힘썼다. 이후 2017년 5월에는 동아타이어공업을 아들과 함께 운영하는 김만수·김상헌 대표이사 체제로 변경한다고 공시했으며 2017년 11월에는 회사분할에 따라 기존 김만수, 김상헌 대표 체재에서 김상헌 단독대표로 변경되었다. 이런 회사 분할에 따라 기존 사명은 동아타이어공업 주식회사에서 주식회사 디티알 오토모티브로 변경되었고 그는 사임 후 분할 신설법인 ‘동아타이어공업 주식회사’ 대표이사로 선임됐다. 2022년에는 고령이라 아들에게 본격적인 기업 상속 작업을 시작했다.